# Iulius Paulus
Iulius Paulus (Ἰούλιος Παῦλος, žijící na přelomu 2. a 3. století n. l.) byl římský právník v období klasické jurisprudence, původem Řek.
Během panování císařů Septimia Severa a Caracally se živil jako právník, za císaře Heliogabala byl vyhnán do exilu, ale jeho nástupce císař Alexander Severus jej povolal zpět, aby se stal jedním z jeho právních rádců. Mezi roky 228–235 byl také velitelem pretoriánské gardy. Císař Gordianus III. mu za jeho služby udělil čestný titul Prudentissimus.
Paulovo dílo mělo velký respekt, přestože psal úsporně a někdy nejasně. Zanechal po sobě celkem 319 prací v 86 spisech a úryvky z nich byly zahrnuty do kodifikace římského práva byzantského císaře Justiniána I. Jedna šestina Digest je tvořena jeho dílem. Paulus byl také jedním z pěti klasických právníků, jejichž názory byly citačním zákonem z roku 426 prohlášeny za závazné.